# Anelaphus daedaleus
Anelaphus daedaleus là một loài bọ cánh cứng trong họ Cerambycidae.